# Håkan Ramsin
Håkan Ramsin, född 25 juni 1945 i Katarina församling, Stockholm, är en svensk matematiker och företagsledare.
Ramsin studerade vid Kungl. Tekniska högskolan (KTH) 1966-1970 och tog en fil.kand. 1972. Han arbetade som universitetslektor vid KTH 1972–1974 och som matematiker vid CERN 1974–1975. Han var forskningsledare vid Institutet för tillämpad matematik 1975–1978.
Ramin blev 1981 verkställande direktör (VD) för Statskonsult Organisation AB, VD för Sinova 1983, VD för Presam 1985 och VD för Affärsförlaget 1986. Från 1991 var han verksam som VD för Bonniers affärsinformation AB. Han var senare VD på Bonnier Partner och Investment Manager på IT Provider. Ramsin var i början av år 2000 tillsammans med Fredrik Kilenius inblandad i uppstartandet av Lessmore, som organiserar samköp för företag.
Han har tillsammans med Eniros VD Jesper Kärrbrink författat deckarromanen Dödlig Exit, som gavs ut 2002. Boken blev 2006 film under titeln Exit med bland andra Mads Mikkelsen och Samuel Fröler i rollistan.
Ramsin är styrelseordförande i Bisnode, Svenska Bandyförbundet (2006–2014), Kanal Lokal samt styrelseordförande i Stonefactory.se från 2011 till 2017 då bolaget blev uppköpt av det börsnoterade Bygghemma Group. Håkan är medgrundare till Funera, en nätbaserad begravningsbyrå.